# 조슈아 오펜하이머
조슈아 링컨 오펜하이머(Joshua Lincoln Oppenheimer, 1974년 9월 23일 ~ )는 미국의 영화 감독이다.

## 작품 목록
- 침묵의 시선 (2014)
- 액트 오브 킬링 (2013)
- 디 엔드 (2024)